# Linda går
Linda går är en låt av Arvingarna 1992 skriven av Mikael Wendt och Christer Lundh. Det är det nionde spåret i albumet i Då & nu från 1996. Arvingarna tävlade med låten i Hänts meloditävling 1992 och kom på tredje plats. Låten fanns på Svensktoppen under åtta veckor mellan 21 februari 1993 och 11 april 1993 med andra plats som bästa placering.

### Fotnoter
1. ↑  https://smdb.kb.se/catalog/id/001544568
2. ↑  ”Arkiverade kopian”. Arkiverad från originalet den 3 mars 2021. https://web.archive.org/web/20210303203254/https://www.worldofmarie.com/arvingarna/html/historia.htm. Läst 14 maj 2017.
3. ↑  https://www.nostalgilistan.se/arvingarna-585/linda-gar-1931